# Bystrycia (obwód chmielnicki)
Bystrycia (ukr. Бистриця) – wieś na Ukrainie, w obwodzie chmielnickim, w rejonie chmielnickim, w hromadzie Wińkowce. W 2001 roku liczyła 107 mieszkańców.